# منير روفا

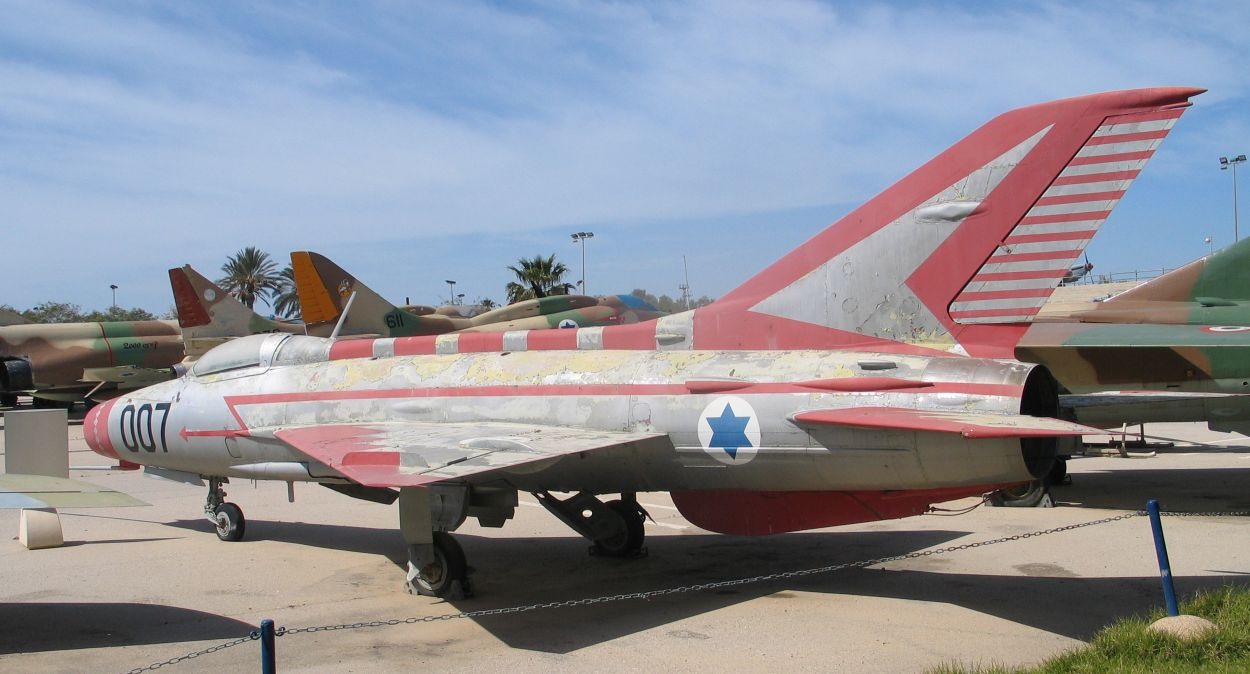
طائرة الميغ 21 التي طار بها منير روفا وهي الآن قابعة في المتحف الجوي الإسرائيلي.

منير جميل حبيب روفا (1934- 1998 م)، ضابط طيَّار مسيحي عراقي برتبة نقيب، وجاسوس خائن عمل لمصلحة إسرائيل واستخباراتها. تمكَّن في عام 1966م من الهرَب بطائرة ميغ 21 تابعة للقوات الجوية العراقية إلى مطار في إسرائيل، في عملية بتخطيط الموساد اشتَهَرت بعملية 007، وعدَّها الموساد إحدى أنجح عملياته الاستخباراتية. وتمكَّنت المخابراتُ الإسرائيلية أيضًا من تهريب جميع أفراد عائلته من العراق إلى إسرائيل، وقام الموساد بإعارة الطائرة المختطَفة مؤقتًا لوكالة المخابرات الأمريكية؛ لغرض إجراء التحليلات الفنية والهندسية المتعلِّقة بنظريات الطيران الخاصَّة بتصميم الطائرة.
بعد هبوط الطائرة عُقد مؤتمر صحفي لمنير روفا تحدَّث فيه لوقت وجيز عن دوافعه للهرَب إلى إسرائيل، مدَّعيًا أنه كان يعاني من جرَّاء التمييز والتفرقة الدينية، وأنه بات يشعر بأن العراق ليس بلدَه؛ لذلك طلب اللجوء والهجرة إلى الولايات المتحدة الأمريكية. وبعد مدَّة قصيرة التحقَت عائلته به في إسرائيل، ولم يُسمَح له بمغادرة الأراضي الإسرائيلية والتوجُّه إلى أمريكا، بل مُنح الجنسية الإسرائيلية وكوفئ بمِنحة مالية.

## ولادته وأسرته
وُلد منير روفا في بغداد عام 1934 م لأسرة كلدانية كاثوليكية فقيرة، ينحدرُ أصلها من قرية تل الكيف في المَوصِل،  وكان ترتيبه الثانيَ ضمن تسعة أبناء لموظَّف (بسيط)، عوقب أبوه بالطَّرد من وظيفته في وِزارة الزراعة، والحبس عدَّة أشهر بسبب تلقِّيه الرِّشى. وقد جاءت أسرته لاجئةً إلى العراق مع الكثير من الأسر المسيحية التي كانت تقطُن جنوبَ شرقي تركيا، وجبال شمال غربي إيران، بقرار من عُصبة الأمم؛ بسبب الأذى الذي أصاب تلك الأسر في أثناء العمليات العسكرية في الحرب العالمية الأولى، فجرى توطينُهم في القرى المسيحية المحيطة بالمَوصِل، ويعتقد بعضُ المحلِّلين أن هذا الأمرَ جعله يشعر بوطأة عُقَد المواطَنة، وأنشأ لديه رغبةً جامحة للهجرة إلى أرض الاستيطان الافتراضي «أمريكا». 
ومنير متزوِّج وله بنت وابن. 

## تجنيده في الموساد

منير وطائرة الميغ في مطار حتسورالإسرائيلي شمالي فلسطين

شعار الموساد

جُنِّد للعمل في الموساد عام 1965 كونه أحدَ طياري الميغ 21 المتقدمة حينئذ، فيما يُعرف بالمهمَّة 007 للتشابه الغريب مع أحد أفلام جيمس بوند لاختطاف طائرة قاصفة متطوِّرة. وقد دخلت طائرة الميغ 21 المِنطقة على إثر اتفاق دول الاتحاد الثلاثي كل من العراق ومصر وسوريا مع الاتحاد السوفيتي، فتمخَّض ذلك دخول طائرة الميغ 21 لأول مرة إلى مِنطقة الشرق الأوسط عام 1965. وكان من المؤمَّل أن يكون الاتحاد المزمَع إقامته بديلًا عن الجمهورية العربية المتحدة وكان من أهداف قيام الاتحاد الوقوفُ بوجه إسرائيل ولا سيَّما أن قادة الدول الثلاث جميعهم قد اشتركوا بالحرب الفلسطينية الأولى عام 1948 وهم الرئيس جمال عبد الناصر والرئيس عبد السلام عارف والرئيس أمين الحافظ، والرؤساء الثلاثة ينتمون إلى الطبقة العسكرية التي أحدثت تغييرات كبيرة في بلدانها، ولهم معتقداتهم الثورية والوطنية والنزعة الوحدوية التي تنظر إليها إسرائيل بعَداء يهدِّد كِيانها، كما أنهم ساندوا حركات التحرُّر العالمية والعربية من الاحتلال ورفضوا سياسات الولايات المتحدة، إضافة إلى تبنِّي جميع هذه الأنظمة الفلسفة الاشتراكية على نحو ما، وهي (صيحة) العصر الاقتصادية يومذاك، وهذا ممَّا تعدُّه الولايات المتحدة والعالم الغربي عامةً أمرًا معاديًا لسياساتها واقتصادها المبني على الرأسمالية والاقتصاد الحر. وكانت الدول العربية الثلاث تعتمد في سياساتها وتسليحها كثيرًا على الاتحاد السوفيتي الذي كان يدعم العرب في الوقت الذي كانت الولايات المتحدة تدعم فيه إسرائيل، ليكون ذلك الدعمُ حَلْقةً من حَلَقات سباق التسلُّح بين المعسكرين الشرقي والغربي؛ للسيطرة على مناطق نفوذٍ في العالم.

## الخلفيات السياسية وسباق التسلح
جراء سياسة الحرب الباردة وسعي الدول لامتلاك أفضل ما توصلت اليه تكنولوجيا السلاح تنفيذاً لسياسة سباق التسلح بين العالمين الغربي والشرقي، تم اعتماد ميزانية ضخمة وصلت إلى ستة مليارات دولار لجهاز المخابرات المركزية الأمريكية، حصل من خلالها على التكنولوجيا المتطورة العالية وتوظيف ما يزيد على 250 ألف موظف وعميل انتشروا في سائر دول العالم وذلك لتحسين فاعلية الجهاز وقوة تأثيره بحيث استطاع إسقاط الحكومات في جواتيمالا والكونغو وقبرص وأندونيسيا وإيران، والتصفية الجسدية لرؤساء الدول والشخصيات المعارضة للسياسة الأميركية الطامحة للحصول على مراكز نفوذ استراتيجي، حيث تم اغتيال رئيس الدومينيكان رافائيل تروجيللو أمام قصر الرئاسة بوساطة حقائب دبلوماسية مفخخة، واغتيال الرئيس الفييتنامي نجودين دييم بذات الوسيلة، ثم اغتيال الرئيس الأمريكي نفسه جون كينيدي بتخطيط ما زالت أسراره شبه مكتومة حتى الآن، واغتيال كل من داعية الحقوق المدنية في أمريكا مارتن لوثر كينغ والمناضل الأرجنتيني تشي جيفارا وعشرات محاولات اغتيال الرئيس الكوبي فيدل كاسترو، علاوة على اللغز المحيّر لمقتل الرئيس العراقي عبد السلام عارف الذي سقطت الطائرة التي تقله في ظروف غامضة والذي أقنع بصعوبة الاتحاد السوفيتي لتسليح العراق بطائرة الميغ 21 المتطورة والقاصفة انتونوف وعدد من منظومات الدفاع الجوي والإنذار المبكر المتقدمة، واغتيال الطيارين العراقيين المتخصصين بالطائرة المتقدمة ميغ 21 كل من النقيب شاكر محمود يوسف والنقيب محمد غلوب والملازم الأول حامد الضاحي بالتنسيق مع الموساد الإسرائيلي إضافةً إلى تصفية العلماء المشتغلين في مجال التسليح والتصنيع العسكري والحربي والمفكرين المشتغلين في مجال مناهضة الامبريالية والهيمنة الغربية مثل عالمة الذرة المصرية سميرة موسى عام 1952 والكاتب المكسيكي المشهور إلما بويل بوينديا.
استنادا إلى ملفات الموساد فإن الاتحاد السوفيتي بدأ بالتعاقد لتزويد الدول العربية بطائرات الميغ 21 الحديثة إلى منطقة الشرق الأوسط منذ عام 1961 وبحلول عام 1963 عندما تسلم مائير عاميت رئاسة الموساد كانت طائرات الميغ 21 جزءا رئيسيا في قوات سلاح الجو في مصر وسوريا والعراق وكانت عملية تزويد الطائرات إلى تلك الدول محاطة بإجراءات أمنية سوفيتية عالية لغرض عدم تسريب التكنولوجيا فقد اشترط السوفيت أن يشرفوا على الإجراءات الأمنية وكان هناك غموض وفضول كبير في الغرب عن قدرة وفعالية هذه المقاتلات الجديدة وحاول الموساد اختراق هذا الحاجز الأمني الكثيف حول الطائرة الجديدة في العراق ومصر وسوريا ولكن محاولاتها نجحت فقط في العراق .

## لماذا طائرة الميغ 21
تتميز الميج 21 بأنها من الطائرات المتقدمة في ذلك الوقت فهي طائرة أسرع من الصوت تعمل بالبنزين الذي أعطاها ميزة السرعة والإقلاع الخفيف في حين وقود الطائرات الأخرى عبارة عن مادة (RT) وهو نوع نظيف من النفط الأبيض الكيروسين. وتعد هذه الطائرة من طائرات القتال الجوي لمناورتها العالية وقاصفة ذات أحمال خفيفة علاوة على إمكانية إسنادها للقطعات الأرضية المشتبكة، حيث في الطائرات الاعتيادية الأخرى تتخصص طائرة لكل مهمة من هذه المهام. وتتميز أيضاً طائرة ال (ميغ 21 ) عن باقي الطائرات مثيلاتها بسرعة فائقة تقدر بحوالي 2062 كم في الساعة. ويمكنها التحليق في دائرة مغلقة طولها 500 كلم، وبسرعة 1298 كلم في الساعة وفي دائرة مغلقة طولها 100 كلم. وتبلغ السرعة القصوى للطيران المستوى 2375 كم في الساعة، في حين كانت السرعة بمقدار النصف عند السكاي هوك في ذلك الوقت و 1,4 للفانتوم و 1,5 للميراج. كما كانت قياسات الطائرة محيرة إذ بلغ عرض اجنحتها 7,60 م وطول جسمها 16,75 وهذا ما لم يتوفر للطائرات الأمريكية الفرنسية وتحولت إلى لغز من الألغاز والأهم من ذلك كله أن كل هذه الميزات كانت موضوعة بين أيدي الطيارين العرب وتفتقد إليها إسرائيل فكانت الرغبة عارمة لكشف أسرارها عن كثب حيث أصبحت هدفا للسعي الأمريكي إسرائيل لاختطاف إحداها للوقوف على خفايا قوتها.

## من وراء الكواليس
يعتقد بعض المؤرخون والمحللون السياسيون أن عملية 007 كانت تحمل أهدافا خفية بالإضافة إلى الهدف الرئيس المعلن بكشف تكنلوجيا السلاح الجديد ميغ 21 التي أصبحت جزءا رئيسيا في ترسانة سلاح الجو في مصر والعراق وسوريا حيث يرى البعض أن إسرائيل أرادت أن تحقق سبق أو ضربة استخبارية تجني منها ثلاث فوائد هي:
- إحباط معنويات الجندي العربي وإظهار إسرائيل بمظهر العملاق بعد أن كانت سمعتها وقتذاك لا تعدو كونها دويلة أسّستها بعض المجموعات بدعم دولي.
- كانت تطمح هي وأمريكا بالتعرف على هذا السلاح المتفوق الجديد لتتمكن من ردعه وهي على أبواب حرب 1967 التي تنوي شنّها مباغتة بإسلوب الحرب الخاطفة.
- رد اعتبار في الداخل الإسرائيلي وخارجياً عربيا وعالميا بعد عدد من الهزائم والإخفاقات الاستخبارية وهي:
- في نهاية العام 1961 ألقت المخابرات المصرية القبض على الجاسوس المصري جان ليون توماس وهو أرمني الأصل، واعترف خلال التحقيق أن الموساد جنده للعمل على تجنيد طيار مصري بغية الهروب بطائرة ميج 21 إلى إسرائيل مقابل مليون دولار.
- فضيحة عام 1963 عند إلقاء القبض على عميلين للموساد في سويسرا هددا ابنة عالم ألماني يعمل في القاهرة أدت إلى إقالة مدير الموساد هاريل وتولية عاميت الذي استحصل على ميزانية أكبر للموساد لجلب المزيد من معداته وأدواته ومختبرات البحوث الفنية، وضم المزيد من الخبراء إلى الجهاز.
- افتضاح أمر الجاسوس الإسرائيلي إيلي كوهين عام 1965 في سوريا، بعد أن أصبح عضوًا بارزًا في الحزب الحاكم، ووزيرًا وعضوًا في مجلس الشعب، من قبل المخابرات السورية بالتعاون مع رجل المخابرات المصري المعروف رفعت الجمال الملقب برأفت الهجان.
- الكشف عن شبكة تجسس إسرائيلية تديرها بقايا وكالة الهجرة اليهودية في العراق من خلال مدارس الطائفة اليهودية في العراق «خصوصاً مدرستي شماش وفرنك عيني». ومن أبرز عناصرها الجاسوس اليهودي العراقي عزرا ناجي زلخا وزوجته روان.
- الضربة القاصمة بسقوط الجاسوس وولفجانج لوتز وزوجته في القاهرة.
- كشف الدور الإسرائيلي في الاشتراك بقتل ابن بركة في فرنسا.
- افتضاح الدور الإسرائيلي بالقيام بعمليات تخريبية، ضد بعض المنشآت الأجنبية في مصر على نحو يجعلها تبدو وكأنَّها من صنع بعض المنظمات المصرية، فيما عرف باسم فضيحة لافون.

## الخطة الرئيسة والخطط البديلة
تلى ذلك وضع الخطط من قبل وكالة المخابرات الأمريكية والموساد لاختطاف الطائرة والتي كانت إما اعتراض طائرة مصرية أو سورية وإجبارها على الهبوط في إسرائيل وهذه الخطة فاشلة لأن إسرائيل لا تمتلك طائرة تضاهي ميغ 21 سرعة ولا بمقدور الطيران الإسرائيلي اعتراض ال (ميغ ) بسبب مهارة الطيارين العرب مما سيؤدي إلى خسارة الطائرات الإسرائيلية وطياريها مما سيؤدي إلى رفع للمعنويات العربية. أما الخطة الثانية هي زرع عميل طيار في إحدى القوات الجوية العربية، وقد رفض الاقتراح لأن تنفيذه يتطلب فترة طويلة. الخطة الثالثة نصت على تجنيد طيار عربي وإغراؤه بمبلغ كبير للهروب بطائرته إلى إسرائيل وكان الأمر يحتمل النجاح بنسبة كبيرة وبدأ العمل الاستخباري لمعرفة أي معلومة ولو كانت بسيطة عن طياري مصر والعراق وسوريا من خلال العملاء في العواصم العربية.

## تنفيذ المهمة 007
قام جهاز الموساد برئاسة مائير عاميت بوضع الخطط الكفيلة لتحقيق نصر ينقذ سمعة إسرائيل ويعزز من مكانته كمدير جديد للمخابرات وذلك من خلال تنفيذ للوصول إلى الطيارين العرب وكانوا من العراقيين فتم اختيار أربعة منهم الأول النقيب الطيار شاكر محمود يوسف، وكان منفتحا ولديه العديد من الصداقات والثاني الملازم أول الطيار حامد الضاحي وكان متدينا ودمث الخلق ولا يحب إقامة العلاقات، والثالث فهو النقيب الطيار محمد غلوب أما الرابع فكان النقيب الطيار منير روفا وهو الطيار الوحيد المسيحي بينهم وكان المطلوب رقم واحد بسبب سهولة استغلال لعبة العقائد والأقليات في عالم الجاسوسية ولكن لوحظت ملازمته للقاعدة العسكرية حتى في إجازاته.
عام 1965 تلقّت الموساد برقية من جون ميكون مدير جهاز وكالة المخابرات الأمريكية ينذر بوصول طيارين عرب من قادة (ميج 21 ) إلى الولايات المتحدة في دورة تدريبية، وأن المطلوب التنسيق من أجل تجنيد أحدهم. وأكد تلك التقارير الجاسوس الإسرائيلي في العراق عيزرا ناجي زلخا الذي تم تكليفه بمتابعة النقيب الطيار شاكر محمود يوسف الذي تمت مراقبته من قبل العميلة الأميركية اليهودية كروثر هلكر أثناء سفره لأميركا، ثم لاحقته بعد عودته إلى العراق التي استدرجته إلى إحدى شقق الجاسوس عيزرا ناجي زلخا في محاولة لتجنيده وعند مصارحته باغتها بسحب حزام بنطاله وبدأ بضربها بعنف وفي غمرة ثورته دخل عليه الجاسوس عيزرا ناجي زلخا وقتله وغادرت هلكر إلى لندن حيث قامت المخابرات بقتلها لكي لا تنكشف العملية، خاصة أن تلك المرحلة شهدت انكشاف الدور الإسرائيلي في الاشتراك بقتل ابن بركة في فرنسا. أما الملازم أول حامد ضاحي الذي كان في السادسة والعشرين من العمر فقد عرض عليه الإقامة والعمل في أمريكا مع المخابرات مقابل مبلغ كبير لكن حامد الضاحي أبلغ امرية بالأمر الذين وضعوا خطة بالتنسيق مع الاستخابرات العسكرية العراقية للإيقاع بهم وتقرر نقله إلى العراق على وجه السرعة إلا أن إجراءات السفر الأميركية أخرته ثلاثة أيام، حيث تمكن الموساد أثنائها من الإجهاز عليه بعد تحديد موعد كاذب له مع أحد زملائه في إحدى الكافتريات مما أدى إلى إنهاء الدورة قبل انقضاء مدتها بشهر واحد وعودة الطيارين إلى العراق. أما اغتيال الطيار الثالث محمد غلوب فقد تم من قبل الموساد بالتعاون مع المخابرات الإيرانية السافاك في باريس بعد رميه من القطار.
جاء دور النقيب الطيار منير روفا الذي تم تجنيده أثناء حضوره إحدى الحفلات الفنية الترفيهية في أحد النوادي حيث تعرف على باربرا وهي سيدة إنجليزية تبين له لاحقاً بأنها زوجة مدير مجموعة شركة النفط العراقية المحدودة الشهيرة بتسمية (IPC) التي تم تأميمها لاحقاً على عهد الرئيس الاسبق أحمد حسن البكر عام 1972، والتي كانت رأس حربة وقاعدة للمصالح البريطانية في العراق والمنطقة ووكراً للجاسوسية «وللمزيد من المعلومات راجع محاكمة الجواسيس عام 1969».

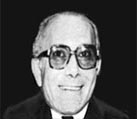
رفعت الجمال الملقب برأفت الهجان

كانت السياسة البريطانية في تلك الفترة تطمح لرد اعتبارها على أثر الهزيمة المنكرة في العراق بعد الإطاحة بمصالحها ورجالاتها في ثوره يوليو / تموز 1958 حيث كان العراق ورئيس الوزراء والسياسي المخضرم نوري السعيد باشا يمثل قطب الرحى وعراب هذه السياسة في الشرق الأوسط والمنطقة العربية. فربطت بريطانيا دول المنطقة الموالية لها سياسيا واقتصاديا بحلف سمي حلف السنتو أو حلف المعاهدة المركزية أو مجازاً حلف بغداد للوقوف أمام المد الثوري والتحرري في المنطقة على أثر حركة يوليو / تموز 1952 في مصر وحركة يوليو / تموز 1958 في العراق وحركة سبتمبر/ ايلول 1962 في اليمن، وكذلك الوقوف أمام التوجه الأميركي المتعاظم في المنطقة العربية التي تعتبرها هي فرنسا تركة لها بعد اتفاقية سايكس بيكو التي منحت الإمارات والولايات العثمانية صفة دولا مستقلة. تطورت علاقة منير روفا مع باربرا بشكل متسارع لإسقاطات مصلحية لكلا الطرفين فارتبط بها بعلاقة عاطفية عارمة سرعان ما تحولت إلى علاقة غريزية محاولا استغلال موقع زوجها المؤثر لدى السفارة البريطانية لغرض تهريبه إلى إنجلترا أو الولايات المتحدة، وهي تعلقت به لوسامته الشخصية ورشاقته العسكرية، ثم رأت فيه الاداة لتنفيذ تطلعاتها ومطامح السفارة البريطانية في بغداد. فأخذا يلتقيان تارةً في الكنيسة بذريعة لصلاة وتارة في الموصل المدينة الشمالية البعيدة تلافيا لأنظار زوجها من جهة وأنظار الاستخبارات العسكرية العراقية من جهة أخرى والمخابرات البريطانية التابعة للسفارة البريطانية وشركة نفط العراق البريطانية من جهة ثالثة.
من جانبها كانت تصور علاقتها به للمخابرات البريطانية على أنها علاقة عمل الهدف منها تجنيده للعمل مع المخابرات البريطانية أو كمصدر للمعلومات عن تسليح العراق وتعبئة قطعاته خصوصاً بعد مشروع الوحدة الثلاثية مع مصر وسوريا عام 1964 على الأخص بعد التطور الخطير على مصالحهم على أثر اتفاق حكومات الدول الثلاثة، لاتخاذ خطوات من شأنها تفعيل الإجراءات الخاصة بالوحدة بين تلك الدول حيث تم تنفيذ خطة التبادل الاستراتيجي للدفاع المشترك الخاص بانتشار القطعات العسكرية لتلك الدول على أراضيها، ففي عام 1965 تم إرسال بعض قطعات المشاة وأسراب الطائرات العراقية لمصر وسوريا وتم استقبال قطعات تلك الدول في العراق بضمنها كتيبة من القوات الخاصة المصرية ومجموعة من عناصر جهاز المخابرات المصري العامل ضد إسرائيل وكان بضمنهم رجل المخابرات المصري المعروف رفعت الجمال الملقب برأفت الهجان في عهد الرئيس عبد السلام عارف، للتنسيق والعمل المشترك للوقوف أمام دور الجالية اليهودية في دعمها للتجسس ضد العراق لصالح إسرائيل من جهة ولبناء اللبنات الأولى لتأسيس جهاز المخابرات العراقي الذي كانت تقوم بمهامه إحدى الأقسام التابعة للاستخبارات العسكرية. من جانب آخر ترددت إلى مسمع مدير الشركة علاقة زوجته بالطيار المسيحي الذي وضع هدفا لتجنيده حيث كان تساوره شكوك حول تصرفاتها مما شجعه لتسفيره للتخلص منه. وبعد فترة أبلغت باربرا منير روفا برغبة زوجها مدير شركة النفط لمقابلته الذي التقى زوجها حيث رحّب به وشرح له خطة هروبه التي تتضمن مرحلتين:
- الأولى، بضرورة تقديم إجازة مرضية من سربه في قاعدة الرشيد الجوية قرب بغداد والعمل على نقل أفراد عائلته إلى المحافظات الشمالية لتهريبهم إلى إيران التي كان يحكمها الشاه محمد رضا بهلوي صديق بريطانيا حيث كان لشركة نفط العراق فرعا في طهران باسم شركة نفط إيران، والتي ستقوم من جانبها بتأمين نقلهم كلاجئين إلى بريطانيا ومن ثم الولايات المتحدة.
- الثانية، ترحيله من البصرة متخفياً إلى بريطانيا الذي من المفترض أن يلتقي عائلته هناك ثم الانطلاق منها إلى الولايات المتحدة.

وافق منير على الخطة مع بعض التعديلات خصوصاُ التوقيتات لأسباب مهنية تتعلق بعمله العسكري. وتلافي متابعة مديرية الاستخبارات العسكرية له. فطلب إجازة مرضية طويلة متحججاً بمرض زوجته لمرافقتها لزيارة أهلها في الموصل وقد رفضت بادئ الأمر للشكوك التي كنت تحوم حوله من زملائه وآمرية حول تذمره الدائم والانطباع لعدم وطنيته الذي عزز ذلك التقارير نصف السنوية لمديرية الاستخبارات العسكرية عنه وطلب دراسة أما إيقافه عن الخدمة العسكرية وإحالته على التقاعد أو نقله إلى صنف سلاح آخر بصفة خدمات أرضية، وبقي الأمر قيد المتابعة والمراقبة لعدم وجود أدلة على خيانته، وأيّد ذلك بعض زملائه بأنه كان يمر بظروف اجتماعية صعبة بزوالها ستزول مبررات تذمره. وبدلاً عن السفر إلى الشمال نحو الموصل سافر بالاتجاة المعاكس إلى الجنوب نحو البصرة حيث التقى زوجها مدير شركة النفط للمرة الثانية الذي رحّب به وأعد لتنفيذ الخطة لتهريبه بجواز مزور بصفة أحد العمال المشتغلين على ظهر إحدى البواخر من إسطول ناقلات النفط العائدة للشركة.
انطلقت الرحلة والمفاجأة كانت بعد ساعات نوم عميقة من جراء المخدر الذي أُعطي له. فوجد نفسه في تل أبيب بدلاً عن لندن. وتم التحقيق معه من قبل الموساد الذي وثق له الصور وأبلغه بأنهم سينشرون هذه الصور ما لم يتعاون معهم وأن جميع طلباته ستكون مستجابة وعلى رأسها هجرته وأفراد أسرته إلى الولايات المتحدة ولكن بطائرة حربية عراقية من النوع الحديث الذي تعاقد عليها العراق مؤخراً. رفض بادئ الأمر مدعيا عجزه عن تحقيق هذه المهمة مع وجود قوة جوية عراقية صارمة واستخبارات عسكرية دقيقة. إلا أن الموساد تعهد بتذليل جميع الصعوبات من خلال العمل على إحداث ثغرات تساعد على خرق الدفاعات والاستخبارات العراقية باستغلال أحد أيام العطل الرسمية وجذب انتباه الاستخبارات والقوة الجوية العراقية لحادث ثانوي مفتعل لتمكين منير روفا بالهرب بالطائرة. وفي الجانب الآخر كانت عائلة روفا قد وصلت إلى الموصل لا تعلم شيئا عما يجري سوى ما أبلغها منير بأنه في واجب عسكري لمدة شهر وعليهم السفر لزيارة الأهل.
بعد عودته عكف بهدوء لتنفيذ الخطة فبعد أشهر تم نقل أفراد عائلته من بغداد إلى الموصل ومنها إلى المناطق الكردية المتاخمة للحدود مع إيران حيث نقلوا بطائرة عمودية إلى داخل إيران ومنها إلى لندن. ظل الطيار منير روفا بعد سفر عائلته إلى لندن في حال عصبية شديدة لكن أحدا لم ينتبه إلى هذا التغيير الذي طرأ على هذا الطيار فكانت تتملكه نوبات من الخوف والقلق على مصيره إذا ما افتضح وعلى عائلته. كانت الساعة قد بلغت الثامنة إلا ربعاً صباح يوم 16 أغسطس / آب 1966 عندما اصطف تشكيل من طائرات ال(ميج 21) التابع لسلاح للقوة الجوية العراقية للقيام بطلعات تدريبية معتادة وكان ضمن الطاقم التدريبي في هذا اليوم الطيار الجاسوس منير روفا.

## الهرَب
صعد منير روفا إلى طائرته وصعد طيارو تشكيل الميغ 21 الجاثمة على أرض قاعدة الرشيد في بغداد وكان منير قد عقد العزم على ألا يفوّت هذه الفرصة مطلقاً، بينما تأخر هو قليلاً بتشغيل محرك طائرته الأسرع من الصوت شغل باقي أفراد التشكيل محركات طائراتهم التي أخذت تزمجر على مدارج القاعدة الجوية، على غير عادتها وربما بسبب العطلة الرسمية، كانت القاعدة في ذلك اليوم يشوبها هدوء غريب أشبه بالهدوء الذي يسبق العاصفة، وأخيراً أقلع منير والتحق خلف التشكيل، وما لبث أن قام آمر التشكيل بالاتصال بمنير ليتحقق من سلامة إجراءات الإقلاع والتوتر الواضح الذي اعتراه منذ الصباح الباكر لهذا اليوم غير العادي، وعلى حين غرة صدم منير الجميع بابتعاده عن التشكيل وطار بسرعة أعلى بكثير من التشكيل أو حتى السرعة المعتادة في التدريب مدعياً قيامه بمناورة تدريبية ضمن المنهج المقرر، وبعد تأخره لدقائق وجه إليه آمر التشكيل نداء العودة للتشكيل إلا أنه لم يرد عليه فحاول اللحاق به إلا أن منير كان قد تجاوزه بمسافة كبيرة متخذاً طريقه نحو الحدود الأردنية وبسرعة فائقة متجنباً المرور من فوق مدافع مقاومة الطائرات، وعند اختراقه للحدود الأردنية قامت طائرتان من طراز هنتر أردنيتان ذات السرعة الأقل من الصوت، باعتراضه إلا أنه قد أفلت منهما نظراً لفارق السرعة والتقنية واتجه فوراً إلى حدود إسرائيل التي دخلها مخترقاً منطقة البحر الميت.. وبمجرد دخول الطائرة الـ (ميغ 21) الأجواء الإسرائيلية رصدتها ثلاثة ردادات كما دوّت صافرات الإنذار معلنةً وجود هجوم جوي معادي، أقلع النقيب الطيار ران وكان معروفاً بأنه متخصص بطيران الألعاب بطائرته الميراج 3 الأقل كفاءة عن الـ (ميغ 21) وتقدم نحو الطائرة بعلمها العراقي الثلاثي النجوم متصوراً هجوما معادياً قد انطلق صوب إسرائيل، في حين قام عدد من الطائرات بإسناده، وكان الطيارون الإسرائيليون يرَون الميغ ذات الجناح المثلث وهي تخترق الأجواء الإسرائيلية، ومرَّت لحظات صمت رهيبة تقطعت فيها الأنفاس، حتى كسر منير الصمت بالانحدار قليلاً وخفض سرعة الـ (ميغ 21 ) ليتمكن الطيار الإسرائيلي ران من التسلق بسرعة إلى ارتفاع أعلى من ارتفاع الطائرة الميج 21 وأخذ ران يعد العدة لوضع طائرته بوضع الاستعداد القتالي لمهاجمة الطائرة متصوراً أن مناورةً ما سيقوم بها الطيار المعادي عندما خفض سرعته. وفي هذه الثواني العصيبة دوَّى صوتُ قائد القوة الجوية الإسرائيلي مردخاي هود في جهاز اللاسلكي الخاص بران وطائرات سرب الميراج المتصدِّية، يطلب من ران بلهجة حازمة «توقف عن إطلاق النار توقف فوراً» لكي لا يعترض الطائرة الـ (ميغ 21) ويصاحبها حتى تهبط.

## منير روفا في عمل درامي
في عام 1988 تم اقتباس قصة منير روفا في فيلم رجال السماء وهو فيلم تلفزيوني أمريكي ذو ميزانية محدودة من إخراج جون هانكوك وكتابة كرستوفر وود وقام البريطاني بين كروس بتمثيل دور روفا وبمشاركة الممثلة ميرل همنغواي  حفيدة الروائي المشهور إرنست همنغواي ويرى بعض النقاد أن الشيء الحقيقي الوحيد الذي اقتُبِسَ في ذلك الفيلم هو هربُ منير إلى إسرائيل مع طائرة الميغ 21 ،وكان بقية الفيلم مملوءًا بالأخطاء التأريخية والعسكرية؛ فعلى سبيل المثال: كانت طائرة الميغ التي استُعملت في الفيلم أقدمَ بجيلين من الطائرات مقارنةً بالميغ المتطور آنذاك التي استعملها منير روفا والتي كانت طائرةً أسرعَ من الصوت تعمل بالبنزين الذي أعطاها ميزة السرعة والإقلاع الخفيف، على حين كانت الطائرة المستعملة في الفيلم هي  الميغ 17 ويرجع هذا إلى ميزانية الفيلم المحدودة .
قامت الممثلة ميرل هامنغواي بتجسيد دور باربرا التي كانت في الحقيقة سيدة إنجليزية وزوجة مدير مجموعة شركة النفط العراقية التي أمِّمَت لاحقًا، لكنها تظهر في الفيلم على أنها مواطنة أمريكية. وأبرز الفيلم أصولَ روفا المسيحية، وهناك نصوصٌ في الفيلم على لسان الممثل بين كروس (منير روفا) بأنه تعرَّض للاضطهاد بسبب كونه مسيحيًّا في دولة إسلامية. وتحاول باربرا إغراءَ الطيار العراقي المتزوِّج بتوجيه من الموساد وعندما يكتشف الطيار حقيقتها يكون الوقت متأخرًا جدا للتراجع، فهو أمام خيارين إما خطفُ الطائرة إلى إسرائيل أو التعرضُ إلى الإعدام من قِبَل الحكومة العراقية، ويظهر الفيلم الإسهام الكبير لميرل همنغواي في تهريب أفراد عائلة منير إلى إسرائيل .